# Alcides Peña
Alcides Peña Jiménez (Cotoca, Santa Cruz; 14 de enero de 1989) es un exfutbolista y político boliviano. Se desempeñaba como delantero.

## Trayectoria
Alcides Peña empezó su carrera futbolística a los 14 años en la Academia Tahuichi donde jugó torneos internacionales y así fue adquiriendo experiencia. A los 17 años Oriente Petrolero lo contrató, jugo durante 10 años demostrado su talento.
Para junio de 2016 El Negro tiene su primera experiencia internacional cuando es cedido por Oriente Petrolero con opción de compra al Atlético Bucaramanga de Colombia.
En 2019 llegó a su gol 100 jugando con Sport Boys Warnes

## Selección nacional
- Disputó el Sudamericano Sub-20 del año 2009 jugado en Venezuela con la Selección de fútbol sub-20 de Bolivia, jugando 4 partidos sin goles.

- Ha sido internacional con el seleccionado mayor de Bolivia en 14 ocasiones, anotando 1 gol.[4]

## Clubes
| Club                 | País     | Año         |
| -------------------- | -------- | ----------- |
| Oriente Petrolero    | Bolivia  | 2006 - 2016 |
| Atlético Bucaramanga | Colombia | 2016 - 2017 |
| Oriente Petrolero    | Bolivia  | 2017        |
| The Strongest        | Bolivia  | 2018        |
| Sport Boys Warnes    | Bolivia  | 2019        |
| Real Santa Cruz      | Bolivia  | 2020        |

## Estadísticas
| Oriente Petrolero · Bolivia                                                              | 1.ª                 | 2006                | 10  | 0  | — | — | —  | — | 10  | 0  |
| Oriente Petrolero · Bolivia                                                              | 1.ª                 | 2007                | 13  | 0  | — | — | —  | — | 13  | 0  |
| Oriente Petrolero · Bolivia                                                              | 1.ª                 | 2008                | 27  | 10 | — | — | —  | — | 27  | 10 |
| Oriente Petrolero · Bolivia                                                              | 1.ª                 | 2009                | 25  | 7  | — | — | —  | — | 25  | 7  |
| Oriente Petrolero · Bolivia                                                              | 1.ª                 | 2010                | 36  | 14 | — | — | 3  | 0 | 39  | 14 |
| Oriente Petrolero · Bolivia                                                              | 1.ª                 | 2011                | 21  | 9  | — | — | 6  | 1 | 27  | 10 |
| Oriente Petrolero · Bolivia                                                              | 1.ª                 | 2011-12             | 22  | 12 | — | — | —  | — | 22  | 12 |
| Oriente Petrolero · Bolivia                                                              | 1.ª                 | 2012-13             | 27  | 4  | — | — | 2  | 0 | 29  | 4  |
| Oriente Petrolero · Bolivia                                                              | 1.ª                 | 2013-14             | 27  | 15 | — | — | 1  | 0 | 28  | 15 |
| Oriente Petrolero · Bolivia                                                              | 1.ª                 | 2014-15             | 37  | 9  | — | — | 2  | 0 | 39  | 9  |
| Oriente Petrolero · Bolivia                                                              | 1.ª                 | 2015-16             | 39  | 11 | — | — | 2  | 0 | 41  | 11 |
| Oriente Petrolero · Bolivia                                                              | 1.ª                 | 2017 (C)            | 8   | 3  | — | — | 0  | 0 | 8   | 3  |
| Oriente Petrolero · Bolivia                                                              | Total               | Total               | 292 | 94 | — | — | 16 | 1 | 308 | 95 |
| Atlético Bucaramanga · Colombia                                                          | 1.ª                 | 2016 (F)            | 7   | 1  | 0 | 0 | —  | — | 7   | 1  |
| Atlético Bucaramanga · Colombia                                                          | 1.ª                 | 2017 (A)            | 5   | 0  | 3 | 1 | —  | — | 8   | 1  |
| Atlético Bucaramanga · Colombia                                                          | Total               | Total               | 12  | 1  | 3 | 1 | 0  | 0 | 15  | 2  |
| Total en su carrera                                                                      | Total en su carrera | Total en su carrera | 304 | 95 | 3 | 1 | 16 | 1 | 323 | 97 |
| (1)Incluye Copa Libertadores de América (2010-act.), Copa Sudamericana (2011/2014/2016). |                     |                     |     |    |   |   |    |   |     |    |

## Palmarés

### Títulos nacionales
| Título           | Club              | País    | Año           |
| ---------------- | ----------------- | ------- | ------------- |
| Primera División | Oriente Petrolero | Bolivia | Clausura 2010 |